# Long Neck (singolo)
Long Neck è un singolo dei rapper italiani Taxi B e Rosa Chemical pubblicato il 19 marzo 2019.

## Video musicale
Il video musicale, diretto da Luca La Piana, è stato pubblicato in concomitanza con l'uscita del brano sul canale YouTube degli FSK Satellite.

## Tracce
Testi e musiche di Michele Ballabene, Manuel Franco Rocati, Gregory Taurone.
1. Long Neck – 2:57